# X3 (tåg)
Alstom Coradia X3 är ett tågsätt tillverkat av Alstom som trafikerar Arlandabanan för Arlanda Express. Högsta hastighet för tågsätten är 200 km/h. Endast ett litet antal tågsätt, sju stycken, har tillverkats.
X3 är ett fyrvagnars motorvagnstågsätt som är permanent sammankopplat. Totalt är tågsättet 93,4 meter långt och har en tomvikt av 193,2 ton, motsvarande 1,015 ton per sittplats. Vagnskorgarna (karosserna) är byggda av stålplåt. Totalt har tågsättet 16 axlar, varav hälften är drivna.
Tåget drivs av åtta stycken asynkronmotorer med den maximala, kontinuerliga effekten 280 kW per motor (d.v.s. 2 240 kW för hela tågsättet). Motorsystemet är franskt och har benämningen Onix. Motorn styrs av en trefas växelspänning (max 870 V) och frekvensen är i intervallet 0–170 Hz. Halvledarna är av typen IGBT. Tåget har den specifika effekten 10,8 kW/ton, vilket är ungefär samma värde som för lokaltågssättet X10.

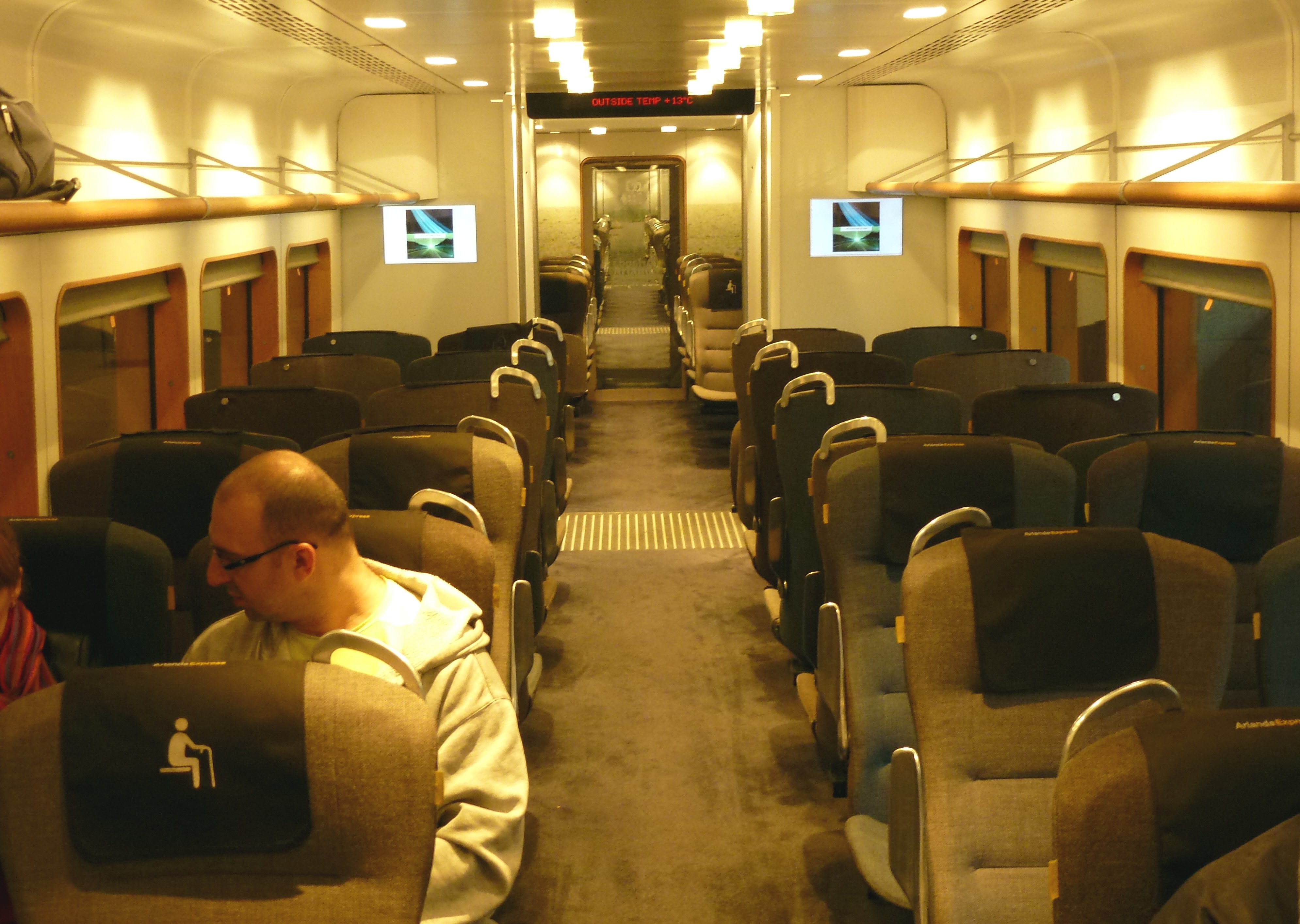
Interiör.

X3 har totalt 190 sittplatser, i genomsnitt cirka 48 platser per vagn. Endast enhetsklass finns.  Bagageutrymmet är generöst eftersom de resande ofta kan ha mycket bagage. Stolavståndet är 74 cm, vilket är ungefär detsamma som i buss och flyg (turistklass). X3 är den första persontågtypen på Statens spåranläggningar där vagngolv är i nivå med plattform, detta är möjligt då tåget alltid stannar vid egna högre perronger. Enligt svensk standard är perronghöjden annars betydligt lägre. Tanken är främst att snabba på in- och urstigning och därigenom förkorta stopptiden men också för att vara till hjälp för rörelsehindrade passagerare. I juli 2010 trafiksattes det första ur interiört hänseende genomgripande ombyggda tågsättet (kallat Framtidståget) där kupéutrymmena är helt ombyggda och vari en tjugoprocentig ökning av sittplatskapaciteten märks.
Boggierna är av fransk konstruktion med axelavståndet 256 centimeter och hjuldiametern 92 cm (oslitna). Löpboggierna har tre skivbromsar per hjulaxel. Primärfjädringen utgöres av en kombination av spiralfjädrar och hydrauliska dämpare, medan sekundärfjädringen består av luftbälgar placerade mellan boggie och korg, en vanlig lösning på moderna tåg. Dessutom har löpboggierna magnetskenbroms vilken aktiveras vid nödbroms (för tåg med högre största tillåtna hastighet än 160 km/h krävs att minst 50 procent av vagnarna har magnetskenbroms). Motorboggierna har skivbromsar (av utrymmesskäl monterade på hjulskivorna) samt återmatande elbroms, varvid drivmotorerna vid driftbroms får arbeta som generatorer, och energi kan föras åter till kontaktledningen, även detta en vanlig lösning på moderna tåg.
Allt fler städer skaffar sig en snabb tågförbindelse mellan stadskärnan och sin huvudflygplats. Redan under mitten av 1990-talet började snabba skyttlar att rulla mellan London och dess huvudflygplats. År 1997 öppnades tre tågförbindelser i Norden till flygplatser, varav två snabbtågsförbindelser, i Oslo och i Stockholm. Det finns både likheter och skillnader mellan tågsätten; de norska tågen har endast tre vagnar per enhet medan det svenska har fyra vagnar. Å andra sidan brukar de norska snabbtågen kopplas samman och då blir det totalt sex vagnar per tågsätt.

## Jämförelse flygtågen X3, norska 71 och brittiska 332
| Tekn. gen. | Beteckning (littera) | Antal säten [pl] | Korgbredd [cm] | Konfig säten 2 kl | Sätesavstånd 2 kl [cm] | Handikappvänlig ingång | Klimatanl. | Sth [km/h] | Lös [mm] | Tomvikt [t] | Antal vagnenh. [st] | Max. kont. eff. [kW] | Antal axlar [st] | Lev       |
| ---------- | -------------------- | ---------------- | -------------- | ----------------- | ---------------------- | ---------------------- | ---------- | ---------- | -------- | ----------- | ------------------- | -------------------- | ---------------- | --------- |
| 1990-tal   | X3                   | 190              | 306            | 2 + 2             | 74                     | ja                     | ja         | 200        | 93 404   | 193,2       | 4                   | 2 240                | 16               | 1998–1999 |
| 1990-tal   | Bm 71                | 244              | 305            | 2 + 2             | 92                     | nej                    | ja         | 210        | 82 120   | 158         | 3                   | 1 950                | 12               | 1999-     |
| 1990-tal   | 332                  | 174 resp 239     | 273            | 2 + 2             | 91                     | ja                     | ja         | 161        | xx xxx   | xxx         | 4 resp 5            | 1 400                | 12 resp 20       | 1998      |